# La presa della Bastiglia
Pour plus de détails, voir Fiche technique et Distribution.
La presa della Bastiglia est un film dramatique historique italien réalisé par Eleuterio Rodolfi et sorti en 1916.
C'est avec Madame Tallien sorti la même année l'un des premiers films italiens consacrés à la Révolution française, ici plus spécifiquement la Prise de la Bastille, d'où son titre.

## Fiche technique
Sauf indication contraire, les informations mentionnées dans cette section peuvent être confirmées par la base de données cinématographiques IMDb,  présente dans la section « Liens externes ».
- Titre original italien : La presa della Bastiglia
- Réalisateur : Eleuterio Rodolfi
- Scénario : Eleuterio Rodolfi
- Photographie : Luigi Fiorio
- Sociétés de production : Ambrosio Film
- Pays de production :  Royaume d'Italie
- Langue originale : italien
- Format : Noir et blanc - 1,33:1 - Muet - 35 mm
- Durée : 1 050 mètres (env. 38 minutes)
- Genre : Drame historique
- Dates de sortie :
  - Royaume d'Italie : juin 1916

## Distribution
- Eleuterio Rodolfi
- Gigetta Morano
- Mary Cleo Tarlarini
- Mary Tonini
- Filippo Butera
- Oreste Bilancia
- Umberto Scalpellini